# سفارة ألمانيا في اليابان
سفارة ألمانيا في اليابان هي أرفع تمثيل دبلوماسي لدولة ألمانيا لدى اليابان. تقع السفارة في ميناتو وهي تهدف لتعزيز المصالح الألمانية في اليابان.

## وصلات خارجية
- الموقع الرسمي
- قائمة سفارات ألمانيا
- قائمة السفارات في اليابان